# Länsväg U 842
Länsväg 842 eller egentligen Länsväg U 842 är en övrig länsväg i Sala kommun i Västmanlands län som går mellan byarna Väster Bännbäck och Öster Bännbäck i Möklinta distrikt (Möklinta socken). Vägen är cirka en kilometer lång och belagd med grus.
Hastighetsgränsen är 70 kilometer per timme.
Vägen ansluter till:
- Länsväg U 840 (vid Väster Bännbäck)